# Zac Taylor
Zac Taylor (10 de mayo de 1983) es un entrenador de fútbol americano y anterior quarterback, quien es el entrenador en jefe para los Cincinnati Bengals de la National Football League (NFL). De 2005 a 2006, jugó al fútbol americano universitario y fue el quarterback titular de Nebraska. Después de servir como el entrenador de quarterbacks para Los Angeles Rams en 2018,  fue contratado como entrenador en jefe de los Bengals.

## Carrera universitaria

### Carrera universitaria temprana
A pesar de la carrera récord de Taylor en la Escuela Secundaria Norman en Norman, Oklahoma, pocas universidades lo reclutaron. Incluso la escuela de su ciudad natal, los Oklahoma Sooners, lo pasaron por alto. En 2002, firmó con los Wake Forest Demon Deacons, donde pasó su primer año en "redshirt" y ocupó un puesto de suplente el siguiente, completando el único pase que intentó en esos 2 años. Desde allí se trasladó al Butler Community College en Kansas, donde pasó por casi 3.000 yardas con 29 touchdowns. En su gran temporada, Taylor llevó a Butler al partido del campeonato de la NJCAA y ganó el segundo equipo de la NJCAA All-American.

### Nebraska
Después de su temporada de 2004, Taylor examinó varias escuelas de la División I de la NCAA, entre ellas Memphis, Marshall y Nebraska. Nebraska había abandonado su antigua ofensiva de correr por una nueva ofensiva de pasar (conocido también como West Coast Offense), liderada por el recién nombrado entrenador Bill Callahan. Los Huskers tuvieron una temporada de reconstrucción en 2004, ganando 5 partidos y perdiendo 6, y no se clasificaron para un juego de Bowl por primera vez desde 1968. El reclutamiento de Taylor a finales de la temporada baja 2004-05 por los Huskers fue descrito como un "golpe de suerte" debido a la falta de quarterbacks de los Huskers en ese momento.
Estadísticamente hablando, Taylor tuvo un comienzo difícil en su año 2005 en Nebraska, completando 39 de los 89 pases para 399 yardas con un touchdown y tres intercepciones en sus tres primeros partidos. Sin embargo, en su cuarto partido, Taylor tuvo un día récord contra Iowa State, lanzando para un récord escolar 431 yardas en 36 de 55 pases con dos touchdowns. Los 36 pases completados fueron también un récord escolar en ese momento. Mejoró constantemente a lo largo de la temporada, terminando en una victoria 30-3 contra Colorado donde lanzó para 392 yardas, y una victoria remontada de 32-28 contra los Michigan Wolverines en el Alamo Bowl, donde lanzó 3 pases de touchdown, un récord de la escuela para los juegos del Bowl. Taylor rompió el récord de la escuela de pases en una temporada con 2.653 yardas, completando el 55,1% de sus pases.
En el primer partido de la temporada 2006 contra Louisiana Tech, Taylor mostró una mejora significativa con respecto a su primer partido del año anterior, completando 22 de los 33 intentos para 287 yardas con 3 touchdowns y una intercepción. El partido siguiente, contra Nicholls State, Taylor demostró una vez más su precisión en el pase de la pelota, completando 19 de 23 para 202 yardas y un nuevo récord de carrera de 4 pases de touchdown.
Taylor llevó a los Nebraska Cornhuskers a un récord de 9-3 con una participación en el juego de campeonato de Big 12 de 2006, enfrentándose a los Oklahoma Sooners. Taylor pasó por 2.789 yardas y 24 pases de touchdown durante la temporada regular y ganó el premio al Jugador Ofensivo del Año de Big 12.

### Estadística
| NCAA Estadística de Carrera Universitaria |                                                                                    |                                                                                    |                                                                                    |                                                                                    |                                                                                    |                                                                                    |                                                                                    |                                                                                    |                                                                                    |                                                                                    |                                                                                    |                                                                                    |                                                                                    |                                                                                    |
| Temporada                                 | Juegos                                                                             | Juegos Iniciados                                                                   | Récord                                                                             | Pasar                                                                              | Pasar                                                                              | Pasar                                                                              | Pasar                                                                              | Pasar                                                                              | Pasar                                                                              | Pasar                                                                              | Correr                                                                             | Correr                                                                             | Correr                                                                             | Correr                                                                             |
| Temporada                                 | Juegos                                                                             | Juegos Iniciados                                                                   | Récord                                                                             | Completado                                                                         | Intentos                                                                           | Yards                                                                              | Pct. %                                                                             | TD                                                                                 | Int                                                                                | QB Índice                                                                          | Intentos                                                                           | Yardas                                                                             | Promedio                                                                           | TD                                                                                 |
| Wake Forest Demon Deacons                 |                                                                                    |                                                                                    |                                                                                    |                                                                                    |                                                                                    |                                                                                    |                                                                                    |                                                                                    |                                                                                    |                                                                                    |                                                                                    |                                                                                    |                                                                                    |                                                                                    |
| 2002                                      | Redshirt (extender el período de elegibilidad atlética al no jugar durante un año) | Redshirt (extender el período de elegibilidad atlética al no jugar durante un año) | Redshirt (extender el período de elegibilidad atlética al no jugar durante un año) | Redshirt (extender el período de elegibilidad atlética al no jugar durante un año) | Redshirt (extender el período de elegibilidad atlética al no jugar durante un año) | Redshirt (extender el período de elegibilidad atlética al no jugar durante un año) | Redshirt (extender el período de elegibilidad atlética al no jugar durante un año) | Redshirt (extender el período de elegibilidad atlética al no jugar durante un año) | Redshirt (extender el período de elegibilidad atlética al no jugar durante un año) | Redshirt (extender el período de elegibilidad atlética al no jugar durante un año) | Redshirt (extender el período de elegibilidad atlética al no jugar durante un año) | Redshirt (extender el período de elegibilidad atlética al no jugar durante un año) | Redshirt (extender el período de elegibilidad atlética al no jugar durante un año) | Redshirt (extender el período de elegibilidad atlética al no jugar durante un año) |
| 2003                                      | 3                                                                                  | 0                                                                                  | 1–2                                                                                | 1                                                                                  | 1                                                                                  | 3                                                                                  | 100.0                                                                              | 0                                                                                  | 0                                                                                  | 125.2                                                                              | 3                                                                                  | 9                                                                                  | 3.0                                                                                | 0                                                                                  |
| Butler CC Grizzlies                       |                                                                                    |                                                                                    |                                                                                    |                                                                                    |                                                                                    |                                                                                    |                                                                                    |                                                                                    |                                                                                    |                                                                                    |                                                                                    |                                                                                    |                                                                                    |                                                                                    |
| 2004                                      | 12                                                                                 | 12                                                                                 | 11–1                                                                               | 193                                                                                | 303                                                                                | 2,951                                                                              | 63.7                                                                               | 28                                                                                 | 0                                                                                  | 126.5                                                                              | 0                                                                                  | 0                                                                                  | 0                                                                                  | 0                                                                                  |
| Nebraska Cornhuskers                      |                                                                                    |                                                                                    |                                                                                    |                                                                                    |                                                                                    |                                                                                    |                                                                                    |                                                                                    |                                                                                    |                                                                                    |                                                                                    |                                                                                    |                                                                                    |                                                                                    |
| 2005                                      | 12                                                                                 | 12                                                                                 | 8–4                                                                                | 237                                                                                | 430                                                                                | 2,653                                                                              | 55.1                                                                               | 19                                                                                 | 12                                                                                 | 115.9                                                                              | 76                                                                                 | -41                                                                                | -0.5                                                                               | 1                                                                                  |
| 2006                                      | 14                                                                                 | 14                                                                                 | 9–5                                                                                | 233                                                                                | 391                                                                                | 3,197                                                                              | 59.6                                                                               | 26                                                                                 | 8                                                                                  | 146.1                                                                              | 60                                                                                 | -32                                                                                | -0.5                                                                               | 1                                                                                  |
| NCAA Totales de carrera                   | 29                                                                                 | 26                                                                                 | 18–11                                                                              | 470                                                                                | 821                                                                                | 5,850                                                                              | 57.2                                                                               | 45                                                                                 | 20                                                                                 | 130.3                                                                              | 139                                                                                | -64                                                                                | -0.46                                                                              | 2                                                                                  |

## Carrera profesional
Taylor no fue seleccionado en el Draft de la NFL de 2007. Fue contratado por los Tampa Bay Buccaneers, pero se cortó en la pretemporada. Taylor luego se fue a Canadá y se unió a los Winnipeg Blue Bombers como su quarterback de cuarta cuerda durante una sola temporada en la CFL, pero no jugó ni un solo partido y no regresó para la temporada de 2008, eligiendo en cambio comenzar su transición al entrenamiento. Los Blue Bombers jugaron en la 95ª Grey Cup el 25 de noviembre de 2007, pero no ganaron.

## Carrera como entrenador

### Miami Dolphins
El 30 de enero de 2012, Taylor fue nombrado entrenador asistente de los quarterbacks de los Miami Dolphins. El 30 de noviembre de 2015 fue ascendido a coordinador ofensivo interino del equipo, tras el despido del anterior coordinador ofensivo. Durante los cinco partidos en los que Taylor sirvió como coordinador ofensivo, los Dolphins fueron 2-3 y promediaron 17 puntos por partido, un ligero retroceso de su promedio por partido bajo el coordinador ofensivo anterior, aunque el entrenador interino todavía tenía cosas positivas que decir sobre la dirección de Taylor.

### Universidad de Cincinnati
En enero de 2016, Taylor fue contratado por el entrenador de los Bearcats de la Universidad de Cincinnati, Tommy Tuberville, para ser su coordinador ofensivo. Según Taylor, Jim Turner, que había sido entrenador de línea ofensiva para los Dolphins, fue quien lo puso en contacto con Tuberville. Taylor fue visto como una "estrella en ascenso en las filas de los entrenadores" por los Bearcats, gracias a su experiencia en la NFL y su trabajo en el desarrollo de Ryan Tannehill, el quarterback de los Miami Dolphins. Bajo la tutela de Taylor, Tannehill se convirtió en el segundo quarterback de Miami con múltiples temporadas de 3.000 yardas, además de completar la tercera mayor cantidad de pases para un quarterback en sus primeras cuatro temporadas en la historia de la NFL, con 15.460.

### Los Angeles Rams
En 2017, Taylor fue contratado por Los Angeles Rams como entrenador asistente de wide receivers. En 2018, fue ascendido a entrenador de quarterbacks.

### Cincinnati Bengals
El 4 de febrero de 2019, Taylor fue contratado como entrenador en jefe por los Cincinnati Bengals. Taylor perdió en su debut como entrenador contra los Seattle Seahawks por un marcador de 21-20. Taylor y los Bengals perdieron sus próximos diez partidos, registrando un récord de 0-11, el peor comienzo de temporada en la historia del equipo. El quarterback titular Andy Dalton fue mandado al banco antes del partido de la décima semana contra los Baltimore Ravens el 10 de noviembre de 2019. El novato Ryan Finley comenzó las siguientes tres semanas, pero después de demostrar su ineficacia, Dalton fue rebautizado como titular antes del partido de la semana 13 contra los New York Jets.
Con Dalton de vuelta como titular, Taylor registró su primera victoria como entrenador de los Bengals en la mencionada semana 13, derrotando a los Jets por 22-6, y a su vez rompiendo el récord del equipo de trece partidos seguidos perdidos, que se remontaba a la temporada anterior. La semana siguiente, los Bengals perdieron contra los Cleveland Browns en el primer enfrentamiento de Taylor contra los rivales de la división por un marcador de 27-19. Después de una derrota 38-35 en la semana 16 contra los Miami Dolphins en horas extras, los Bengals 1-14 aseguraron la primera elección en el Draft de la NFL del 2020. Taylor y los Bengals lograron terminar la temporada 2-14 tras una victoria de 33-23 sobre los Browns en la semana 17, igualando el peor récord de la franquicia establecido anteriormente en 2002.

### Registro como entrenador en jefe
| Equipo |       | Temporada regular | Temporada regular | Temporada regular | Temporada regular | Temporada regular | Postemporada | Postemporada | Postemporada | Postemporada |
| Equipo | Año   | Victorias         | Pérdidas          | Empates           | Gana %            | Acabado           | Victorias    | Pérdidas     | Gana %       | Resultado    |
| ------ | ----- | ----------------- | ----------------- | ----------------- | ----------------- | ----------------- | ------------ | ------------ | ------------ | ------------ |
| CIN    | 2019  | 2                 | 14                | 0                 | .125              | 4.º en AFC Norte  | —            | —            | —            | —            |
| Total  | Total | 2                 | 14                | 0                 | .125              |                   | 0            | 0            | .000         |              |

## Vida personal
Taylor está casado con Sarah Sherman, hija del exentrenador de los Green Bay Packers, Mike Sherman, y tienen cuatro hijos juntos.
Su hermana, Kathryn, es una nadadora de las Olimpiadas Especiales. Su hermana menor, Quincy, reside en la Oklahoma City. El hermano menor de Taylor, Press Taylor, fue quarterback de la Universidad de Marshall y actualmente es entrenador de quarterback de las Philadelphia Eagles. El padre de Taylor, Sherwood, fue back defensivo y capitán de Oklahoma de 1976 a 1979.